# Белема
Белема (фр. Beleymas) насеље је и општина у југозападној Француској у региону Аквитанија, у департману Дордоња која припада префектури Бержерак.
По подацима из 2011. године у општини је живело 257 становника, а густина насељености је износила 15,99 становника/km². Општина се простире на површини од 16,07 km². Налази се на средњој надморској висини од 100 метара (максималној 194 m, а минималној 79 m).

## Демографија
| 1962. | 1968. | 1975. | 1982. | 1990. | 1999. | 2011. |
| ----- | ----- | ----- | ----- | ----- | ----- | ----- |
| 170   | 207   | 193   | 215   | 206   | 224   | 257   |

График промене броја становника у току последњих година